# Enrique XXIV de Reuss-Köstritz
El Conde Enrique XXIV de Reuss-Köstritz (26 de julio de 1681 en Schleiz - 24 de julio de 1748 en Greiz) fue Conde de Reuss-Köstritz desde 1692 hasta su muerte. Fue el fundador de la línea de Reuss-Köstritz de la Casa de Reuss.

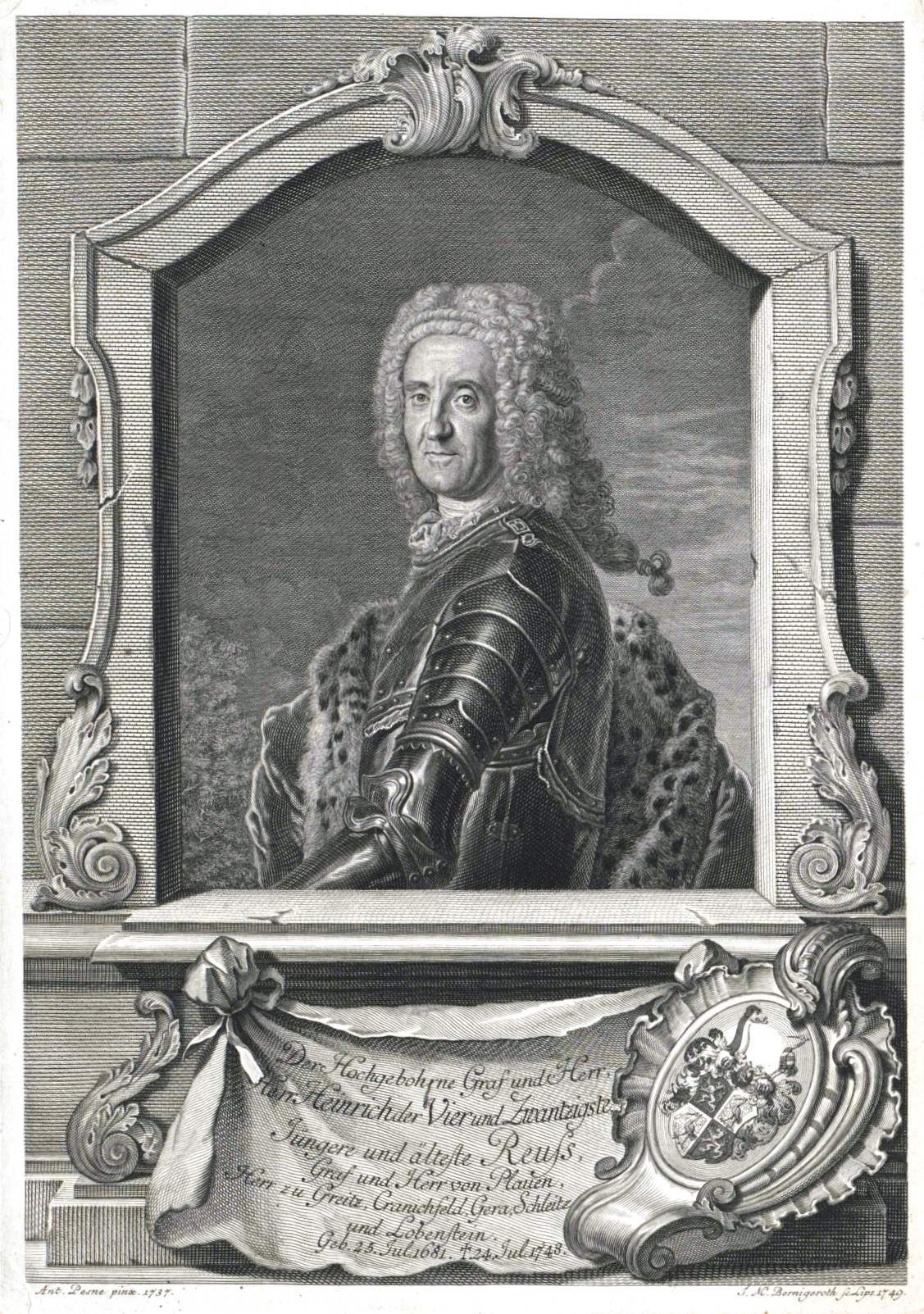
Enrique XXIV de Reuss-Köstritz

## Vida
Era el hijo menor del conde Enrique I de Reuss-Schleiz (1639-1692) y de su tercera esposa, Ana Isabel von Zinzendorf (fallecida en 1684). Tras la muerte de su padre Enrique XXIV heredó Köstritz, donde residió como paragium (es decir, no gobernaba sobre un estado pero tenía ciertas posesiones).
Bajo su gobierno, al igual que Ebersdorf, Köstritz también se convirtió en un centro del pietismo en Turingia, sirviendo de modelo para una corte principesca piadosa y modesta entre los pensadores de la Ilustración alemana. Sus reformas administrativas fueron adoptadas por todos los demás príncipes de Reuss. Sin embargo, el trabajo obligatorio que introdujo en la penitenciaría de Zeulenroda en 1733, así como el entrenamiento de los presos, sentó un precedente en toda Alemania. Esto contribuyó significativamente a la humanización general del sistema penitenciario.

## Matrimonio e hijos
El 6 de mayo de 1704, Enrique XXIV se casó con la Baronesa Leonor de Promnitz-Dittersbach. Tuvieron los siguientes hijos:
- Enrique V (1706-1713)
- Enrique VI (1707-1783)
- Enrique VIII (1708-1710)
- Luisa (1710-1756)
- Enrique IX (1711-1780)
- Sofía (1712-1781)
- Enrique X (1715-1741)
- Conradina Leonor (1719-1770), casada con Enrique XI de Reuss-Greiz en 1743
- Enrique XXIII (1722-1787)